# جایزه کمبل

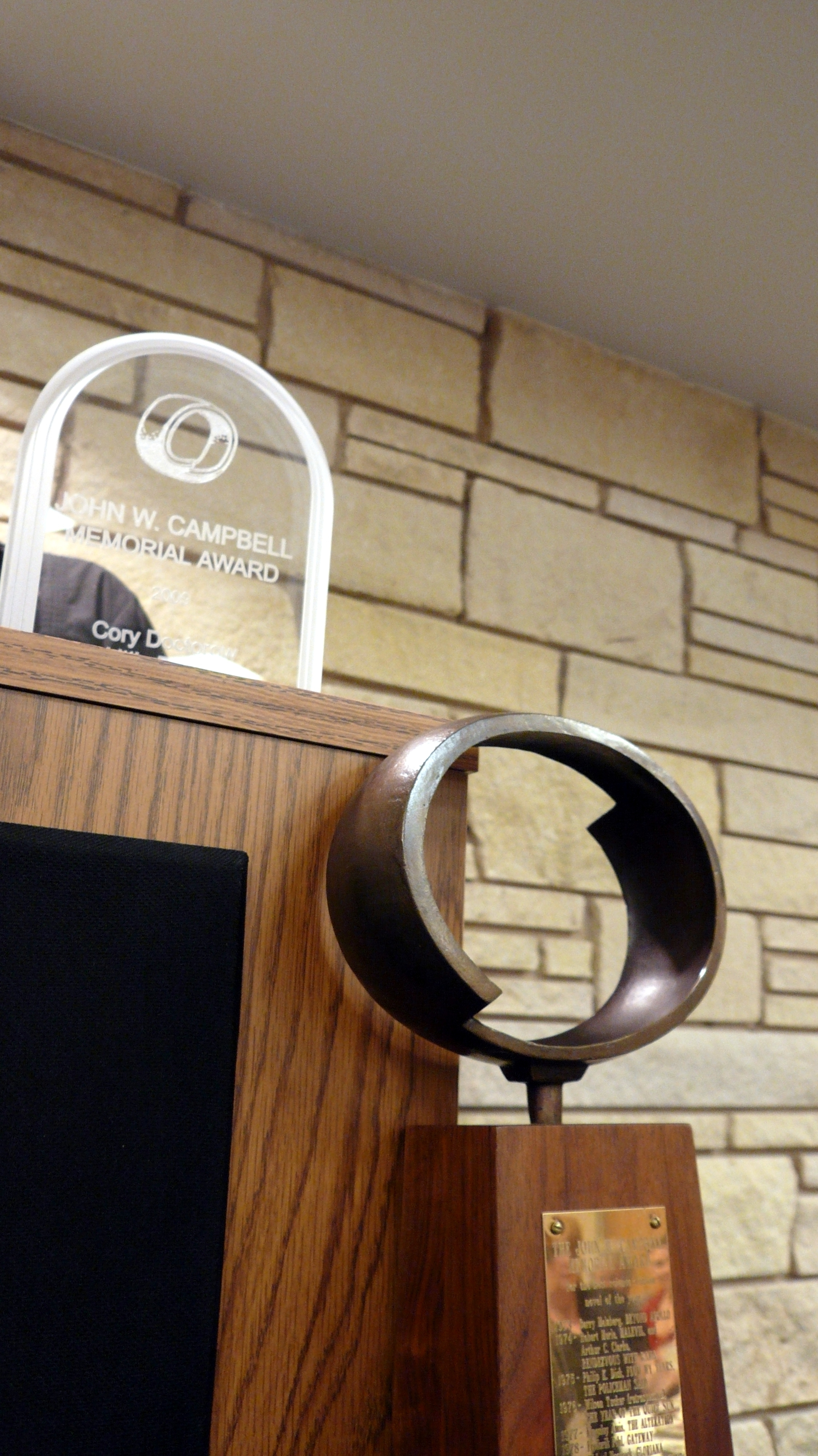
عکس جایزه یادبود جان دبلیو کمپبل برای بهترین رمان علمی تخیلی جایزه دائمی و جایزه فردی (به کوری دکترو برای برادر کوچک، 2009)

جایزهٔ یادبود جان وود کمبل برای بهترین رمان علمی-تخیلی یا جایزهٔ یادبود کمبل، یک جایزهٔ سالانه است که از سوی مرکز پژوهش علمی تخیلی دانشگاه کانزاس ارائه می‌شود. این جایزه به نویسندهٔ بهترین رمان انگلیسی که در سال جاری چاپ شده‌است داده می‌شود. این جایزه برای بزرگداشت و یادبود جان دبلیو. کمبل (۱۹۱۰ تا ۱۹۷۱) است. از سوی همین سازمان رمانی برای بهترین داستان کوتاه به نام جایزه یادبود تئودور استورجن نیز داده می‌شود.
این جایزه نخستین بار در سال ۱۹۷۳ اهدا شد.